# Pilotrichum frondosum
Pilotrichum frondosum là một loài rêu trong họ Pilotrichaceae. Loài này được (Mitt.) Müll. Hal. mô tả khoa học đầu tiên năm 1869.